# Cyathea kanehirae
Cyathea kanehirae är en ormbunkeart som beskrevs av Holtt. Cyathea kanehirae ingår i släktet Cyathea och familjen Cyatheaceae. Inga underarter finns listade.